# Andy Reid (futebolista irlandês)
Andrew Matthew Reid, conhecido como Andy Reid (Dublin, 29 de julho de 1982) é um futebolista irlandês que atua como meio-campista. Atualmente, defende o Nottingham Forest.
Após um breve período de dois meses emprestado ao Sheffield United, foi contratado em 31 de janeiro de 2011 pelo Blackpool.
Abertamente declarado como socialista, Andy possui uma tatuagem de Che Guevara em seu braço esquerdo, e uma de James Connolly em seu braço direito.